# ذرت سرخ (فیلم)
ذرت سرخ (انگلیسی: Red Sorghum) فیلمی به کارگردانی ژانگ ییمو است که در سال ۱۹۸۷ منتشر شد. از بازیگران آن می‌توان به گونگ لی و جیانگ ون اشاره کرد. این فیلم برنده خرس طلایی از جشنواره فیلم برلین شده‌است.